# Nagare-zukuri

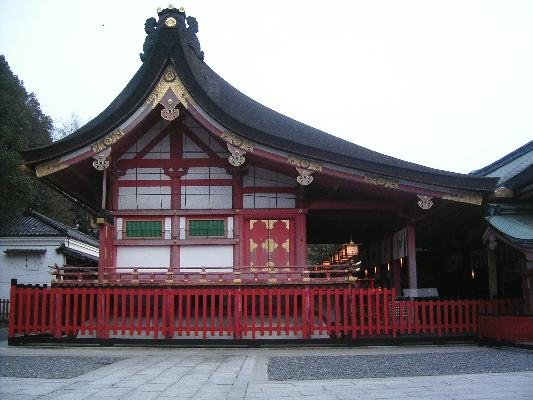
Przykład stylu nagare-zukuri głównego pawilonu (honden) w chramie Fushimi Inari-taisha (伏見稲荷大社) w Kioto

Nagare-zukuri (jap. 流れ造り, 流造 także: 流破風造 nagare-hafu-zukuri) – jeden ze stylów architektonicznych, stosowanych przeważnie w budownictwie głównych pawilonów (honden) w chramach shintō. 

## Opis
Styl ten rozwinął się w okresie Nara, a pierwszymi chramami zbudowanymi według niego były oba sanktuaria Kamo w Kioto. Nazwa odnosi się do kształtu dwuspadowego dachu, wykazującego wpływ budownictwa kontynentalnego, w tym buddyjskiego.
Chramy, które stosują ten styl, nie są ograniczone do konkretnego regionu Japonii. Cechą charakterystyczną nagare-zukuri jest dwuspadowy dach, który jest unikalny w asymetrycznej równowadze, z długim, wydłużonym przednim spadem o płynnej krzywiźnie. Przednie nachylenie dachu nazywa się mae-nagare (前流), a tylne – ushiro-nagare (後流). Uważa się, że nazwa nagare-zukuri (styl „płynący”, ang. „wave-style”, „flowing style”) wywodzi się z kształtu przedniej części dachu dwuspadowego, przypominającego opadającą falę. 
Budowle drewniane w stylu nagare-zukuri mogą mieć kamienny fundament i wsparte na palach galeryjki okalające budynek na 1/3 wysokości. Wejście ulokowane jest pośrodku ściany szczytowej, na wysokości galeryjki, ze schodami prowadzącymi od poziomu gruntu.

## Galeria

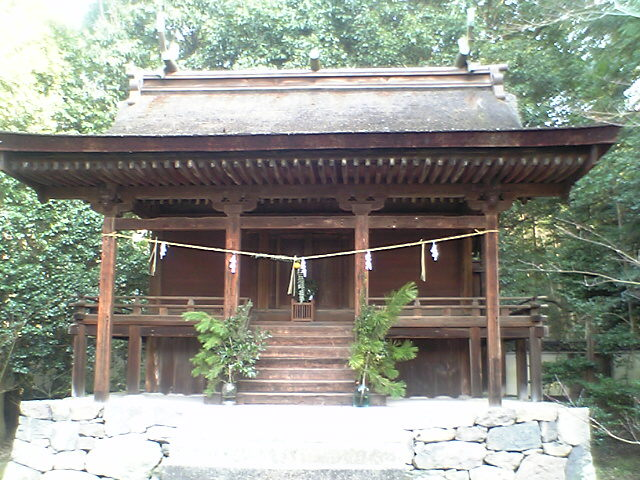
Kandani-jinja w Sakaide, w prefekturze Kagawa
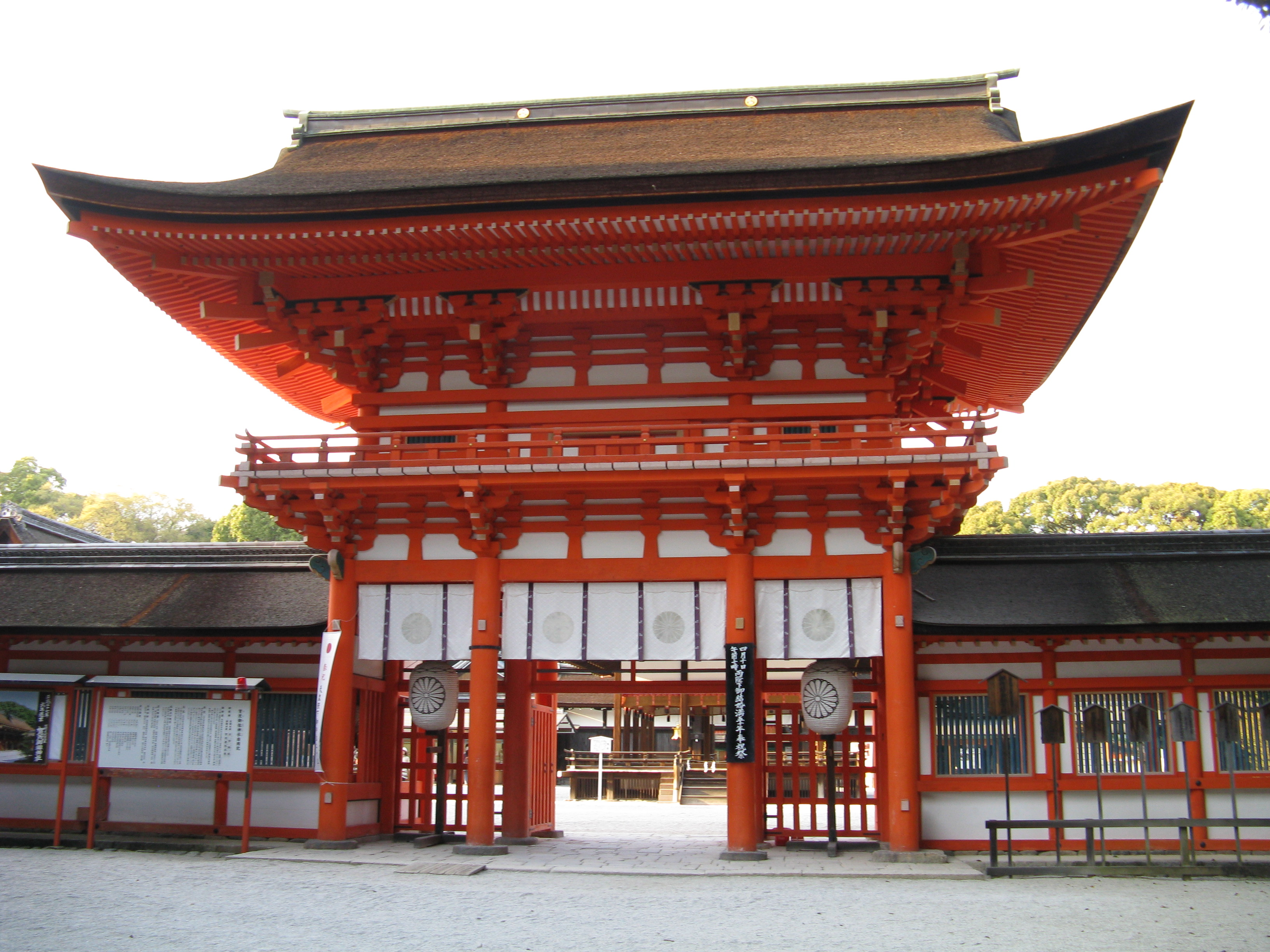
Dwupoziomowa brama (wieżowa, rōmon) w chramie Shimogamo-jinja w Kioto
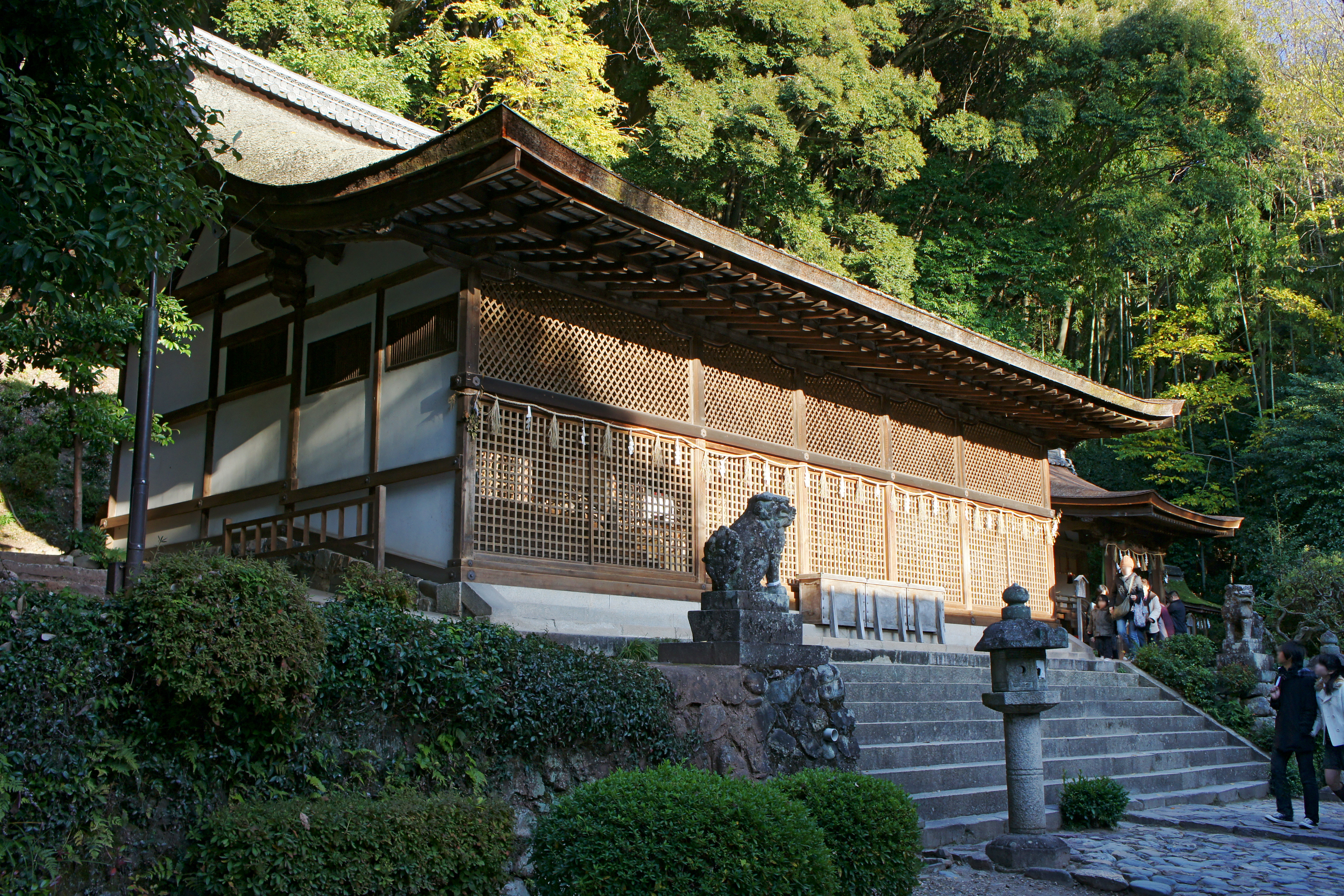
Chram Ujigami-jinja w Uji